# توركينغ

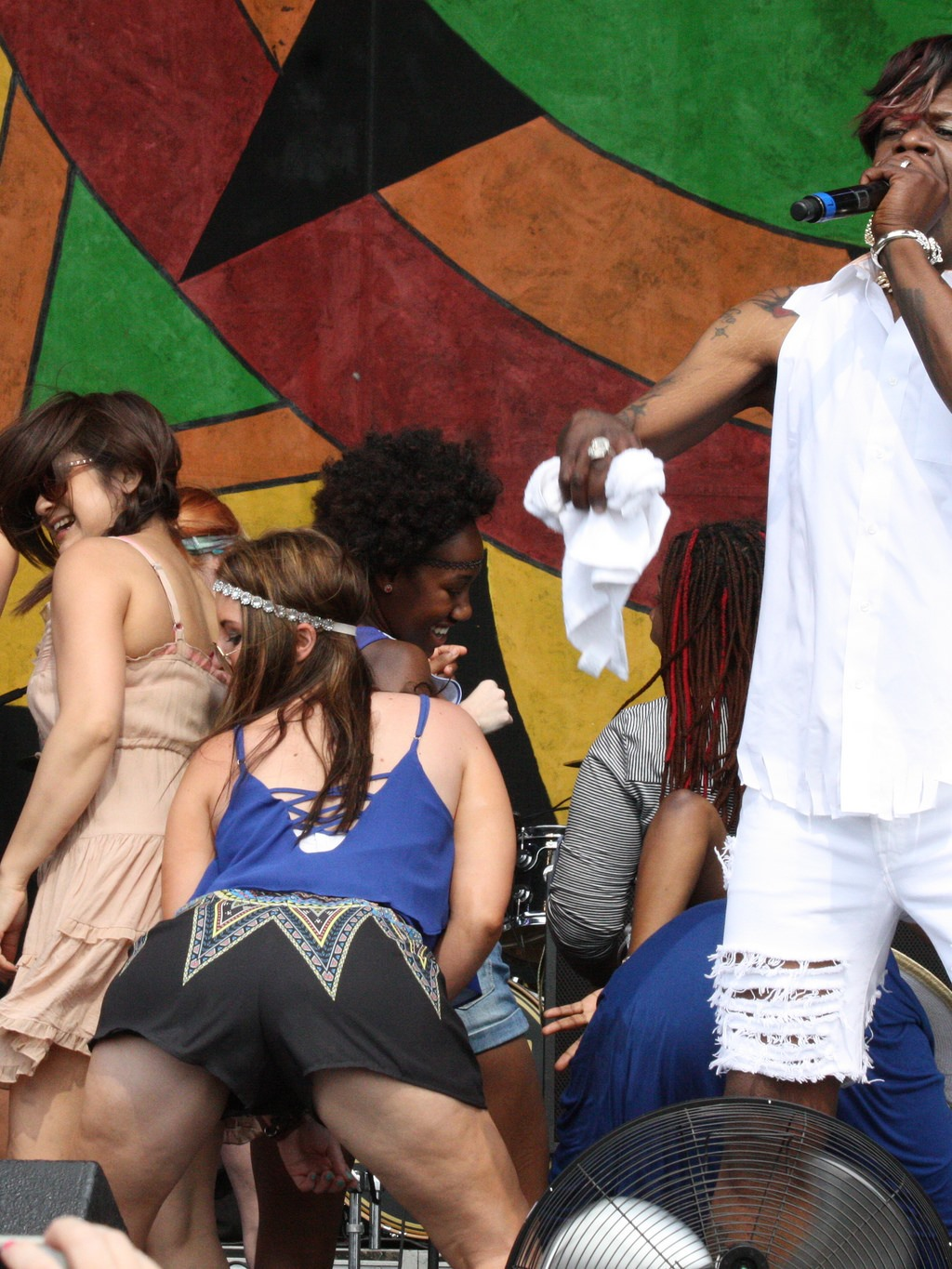
سيدة تورك في مسابقة.

التَوْرِيك أو توركينغ هو نوع من الرقص نشأ كجزء من مشهد موسيقي بونس في نيو أورليانز أواخر الثمانينات. تُؤدي الراقصات بشكل فردي، بشكل رئيسي ولكن ليس حصريًا من قبل النساء، يعرّف قاموس أروبن الرقصة على أنها «تدوير إيقاعي للأطراف اللحمية السفلية بطريقة مبهرة بقصد الإثارة الجنسية أو الإضحاك للجمهور المستهدف». غالبًا ما تؤدى الرقصة بتحريك الوركين أو دفعهما إلى الخلف أو هز الأرداف، وقوفًا أو جلوسًا، غالبًا في وضع القرفصاء منخفض.
التوريك هو جزء من مجموعة أكبر من الحركات المميزة الفريدة لأسلوب نيو أورليانز للهيب هوب المعروفة باسم «بونس». تتضمن الحركات «الاختلاط»، «التمرين»، «الانحناء»، «الزحام على الكتف»، «التصفيق»، «التصفيق الغنائم»، و «الخشب المتوحش» - يُعرف جميعًا باسم «اهتزاز الغنائم» أو «الارتداد». تعود أصول توركينغ إلى رقصة غرب إفريقيا التي يطلق عليها مابوكا، والتي كانت موجودة منذ قرون.